# Самоцветы
Самоцве́ты (от рус. Сам и Цветной) — драгоценные, полудрагоценные и поделочные камни (минералы и горные породы), находящие применение в качестве ювелирного и поделочного сырья. Как правило, прозрачные или полупрозрачные. Термин самоцветы носит исторически-бытовой характер, он не относится к научной терминологии и не является строгим. В разное время в повседневной речи и речи разных специалистов мог относиться и к просвечивающим или непрозрачным камням, либо использоваться для разделения по категориям цветных-бесцветных, ограночных-декоративных, драгоценных-поделочных камней.
Термин применялся на Урале с XVIII века, упоминался М. И. Пыляевым, но широко введён в практику благодаря работам А. Е. Ферсмана. По классификации Ферсмана, самоцветами являются прозрачные камни, независимо от отнесения их к категориям драгоценных или поделочных; непрозрачные же минералы и породы относятся к «цветным камням».

## Свойства самоцветов
По классификации академика А. Е. Ферсмана, самоцветы обладают специфическими ценными свойствами:
- красивым цветом или рисунком;
- высокой твёрдостью;
- прозрачностью;
- блеском;
- большим светорассеянием;
- способностью принимать огранку, шлифовку и полировку.

## Музеи самоцветов
В Москве Министерство геологии СССР открыло Музей самоцветов, в нём демонстрируются лучшие экспонаты, которые предназначались на экспорт. Сейчас музей принадлежит Министерству природных ресурсов и экологии РФ.

## Лечебные качества самоцветов
Самоцветам издавна приписывались фантастические магические и целебные свойства, как правило, проявляемые при ношении камней на себе. В настоящее какие бы то ни было научные подтверждения любых таких качеств отсутствуют. При ознакомлении с такого рода сведениями следует иметь в виду, что они носят шарлатанский характер и не имеют никакого отношения ни к минералогии, ни к медицине.

## Поделочные камни
- Кварц
  - Горный хрусталь
  - Аметист (светлоокрашенный)

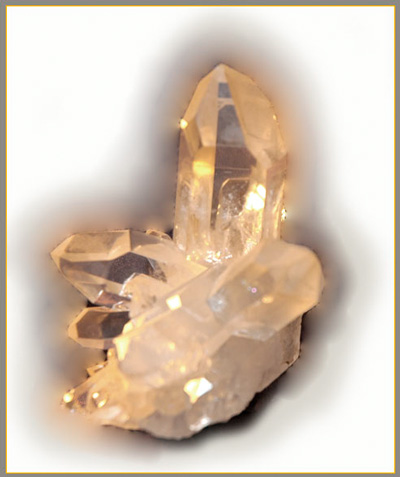
Друза горного хрусталя, 8 см. Приполярный Урал, с mindraw.web.ru.

    - Празиолит (искусственно окрашенный зелёный кварц)

  - Цитрин
  - Аметрин
  - Раухтопаз (дымчатый кварц)
  - Морион
  - Волосатик (рутил в кварце, турмалин в кварце)
  - Халцедон
    - Хризопраз
    - Сердолик
    - Агат
      - Моховой агат

    - Оникс
    - Яшма
    - Авантюрин
- Опал (огненный опал, молочный опал, моховой опал, зелёный хризопал)
- Нефрит
- Жадеит
- Родонит (орлец)
- Лазурит
- Малахит
- Бирюза
- Чароит
- Змеевик (серпентин)
- Симбирцит

##### Камни органического происхождения
- Янтарь
- Жемчуг
- Перламутр
- Гагат
- Коралл
- Аммолит

## Месторождения

### В России
Месторождения драгоценных, полудрагоценных и поделочных камней распространены на Урале. В частности, на Урале встречаются изумруды, сапфиры, рубины, александриты, аметисты, турмалины, топазы, гелиодоры, фенакиты, цитрины, бериллы, аквамарины, хризолиты и др